# Cronologia della storia dell'Afghanistan
Questa è una cronologia della storia afghana, che comprende importanti cambiamenti legali e territoriali ed eventi politici in Afghanistan e nei suoi stati predecessori. Per leggere i retroscena di questi eventi, vedi Storia dell'Afghanistan. Vedi anche l'elenco dei presidenti dell'Afghanistan.

## XVIII secolo
| Anno      | Data         | Evento |
| --------- | ------------ | --- |
| 1709      | 21 aprile    | Mirwais Hotak, un influente capo tribù afghano, ottiene l'indipendenza a Kandahar in seguito a una rivoluzione vittoriosa contro la dinastia persiana dei Safavidi. |
| 1709–1713 |              | Il governo persiano invia due eserciti a riconquistare la provincia di Kandahar, ma viene sconfitto dagli afgani.                                                   |
| 1715      | novembre     | Mirwais muore per cause naturali e suo fratello Abdul Aziz eredita il trono fino a quando non viene ucciso da Mahmud Hotaki, figlio di Mirwais.                     |
| 1722      |              | Battaglia di Gulnabad: guidato da Mahmud, l'esercito afghano conquista la capitale safavide di Esfahan e Mahmud viene dichiarato Scià di Persia.                    |
| 1725      | 22 aprile    | Mahmud viene assassinato da suo cugino Ashraf, figlio di Abdul Aziz, e gli succede come Scià di Persia.                                                             |
| 1729      | 29 settembre | Battaglia di Damghan: le forze armate Afsharidi guidate da Nader Shah sconfiggono Ashraf e i suoi uomini.                                                           |
| 1738      |              | Nader invade e distrugge Kandahar e riporta l'etnia pashtus Abdali alla ribalta politica.                                                                           |
| 1747      | 19 giugno    | Ahmad Shah Durrani della confederazione Abdali Pashtun dichiara la creazione di un Afghanistan indipendente, con capitale Kandahar.                                 |

## XIX secolo
| Anno | Data                                  | Evento |
| ---- | ------------------------------------- | --- |
| 1809 |                                       | Durrani firma un trattato di alleanza con il Regno Unito. |
| 1819 |                                       | Battaglia di Shopian: l'esercito Sikh Khalsa di Ranjit Singh sconfigge la forza armata Durrani guidata dal governatore Jabbar Khan, annettendo il Kashmir all'Impero Sikh .                       |
| 1823 |                                       | Dost Mohammad Khan sale al trono a Kabul, dove si autoproclama emiro. |
| 1823 |                                       | Battaglia di Nowshera: l'esercito Sikh Khalsa di Ranjit Singh sconfigge una forza armata Durrani guidata da Azim Khan, conquistando la valle di Peshawar.                                         |
| 1837 | novembre                              | Assedio di Herat: una forza armata persiana tenta di catturare Herat ma viene sconfitta e se ne va nel 1838.                                                                                      |
| 1839 | marzo                                 | Prima guerra anglo-afghana: una forza di spedizione britannica cattura Quetta. |
| 1841 | novembre                              | Prima guerra anglo-afghana: una folla uccide il delegato britannico in Afghanistan. |
| 1842 | gennaio                               | Massacro dell'esercito di Elphinstone: gli afgani massacrano delle forze di reggimento britanniche composte da sedicimila uomini, in prevalenza provenienti dall'India, che si stavano ritirando. |
| 1857 |                                       | L'Afghanistan dichiara guerra alla Persia. |
| 1857 | Le forze afghane riconquistano Herat. | |
| 1878 | gennaio                               | Seconda guerra anglo-afghana: l'Afghanistan rifiuta una missione diplomatica britannica, provocando una seconda guerra anglo-afghana.                                                             |
| 1879 | Maggio                                | Seconda guerra anglo-afghana: per impedire l'occupazione britannica di gran parte del paese, il governo afghano cede ampio potere al Regno Unito nel Trattato di Gandamak.                        |
| 1880 | 22 luglio                             | Abdur Rahman Khan viene ufficialmente riconosciuto come emiro dell'Afghanistan. |
| 1893 | 12 novembre                           | Abdur Rahman e il rappresentantedell'impero anglo-indiano Mortimer Durand firmano un accordo che istituisce la linea Durand.                                                                      |

## XX secolo
| Anno | Data                                                                    | Evento |
| ---- | ----------------------------------------------------------------------- | --- |
| 1901 | 1 ottobre                                                               | Habibullah Khan, figlio di Abdur Rahman, diventa emiro dell'Afghanistan. |
| 1901 | 20 febbraio 1919                                                        | Habibullah viene assassinato. Suo figlio Amanullah Khan si autodichiara Re dell'Afghanistan |
| 1919 | maggio                                                                  | Terza guerra anglo-afghana: Amanullah led a surprise attack against the British. |
| 1919 | 19 agosto                                                               | Il Ministro degli Esteri afgano Mahmud Tarzi negozia il Trattato di Rawalpindi con i britannici aRawalpindi. |
| 1922 |                                                                         | L'Afghanistan adotta ufficialmente il calendario persiano. |
| 1929 |                                                                         | Amanullah viene costretto ad abdicare in favore di Habibullah Kalakani in seguito ad una rivolta popolare. |
| 1929 | L'ex generale Mohammed Nadir Shah prende il controllo dell'Afghanistan. | |
| 1933 | 8 novembre                                                              | Nadir viene assassinato. Suo figlio, Mohammed Zahir Shah, viene proclamato Re. |
| 1964 |                                                                         | Viene approvata una nuova costituzione che istituisce un'assemblea democratica |
| 1965 | 1 gennaio                                                               | Il Partito Democratico Popolare dell'Afghanistan (PDPA) di stampo marxista tiene il suo primo congresso. |
| 1973 | 17 luglio                                                               | Mohammed Daoud Khan si autodichiara Presidente in seguito ad un colpo di stato contro il re, Mohammed Zahir Shah. |
| 1978 | 27 aprile                                                               | Rivoluzione di Saur: Le unità militari fedeli al PDPA assaltano il Palazzo Presidenziale afgano, uccidendo il presidente Mohammed Daoud Khan e la sua famiglia. |
| 1978 | 1 maggio                                                                | Rivoluzione di Saur: Il PDPA inserisce il proprio leader, Nur Muhammad Taraki, come presidente dell'Afghanistan. |
| 1978 | luglio                                                                  | Ha inizio una ribellione contro il nuovo governo afghano con un'insurrezione nella provincia di Nurestan. |
| 1978 | 5 dicembre                                                              | Viene firmato un trattato che permette lo schieramento delle milizie sovietiche su richiesta del governo afghano. |
| 1979 | 14 settembre                                                            | Taraki viene ucciso dai sostenitori del Primo Ministro Hafizullah Amin. |
| 1979 | 24 dicembre                                                             | Guerra in Afghanistan (1979-1989): Temendo il collasso del regime Amin, l'esercito sovietico invade l'Afghanistan. |
| 1979 | 27 dicembre                                                             | Operazione Storm 333: le truppesovietiche occupano i principali edifici militari, mediatici e del governo a Kabul, compreso il palazzo Tajbeg, e giustiziano il Primo Ministro Amin. |
| 1988 | 14 aprile                                                               | Guerra in Afghanistan: Il governosovietico firma gli Accordi di Ginevra. |
| 1989 | 15 febbraio                                                             | Guerra in Afghanistan: Le ultime truppe sovietiche lasciano il paese. |
| 1992 | 24 aprile                                                               | Guerra civile in Afghanistan (1989–1992): I partiti politici firmano l'Accordo Peshawar dando origine allo Stato Islamico d'Afghanistan e proclamando Sibghatullah Mojaddedi Presidente ad interim.                                                                                       |
| 1992 | 24 aprile                                                               | Gulbuddin Hekmatyar, con il supporto del vicino Pakistan, inizia a bombardare massivamente la capitale dello Stato Islamico, Kabul. |
| 1992 | 28 giugno                                                               | Come concordato dall'Accordo di Peshawar, il leader Jamiat-e Islami Burhanuddin Rabbani subentra come Presidente. |
|      |                                                                         | |
| 1994 | agosto                                                                  | Il governo talebano inizia a costruire un piccolo paese tra Lashkar Gah e Kandahar. |
| 1995 | gennaio                                                                 | I talebani, con il sostegno delPakistan, danno inizio ad una campagna militari contro lo Stato Islamico dell'Afghanistan e la sua capitale Kabul. |
| 1995 | 13 marzo                                                                | I talebani torturano e uccidono Abdul Ali Mazari, leader degli Hazara. |
| 1996 | 26 settembre                                                            | Guerra civile in Afghanistan (1996–2001): Le forze armate dello Stato Islamico si ritirano nel nord dell'Afghanistan. |
| 1996 | 27 settembre                                                            | Guerra civile in Afghanistan (1996–2001): I talebani conquistano Kabul e dichiarano l'istituzione dell'Emirato islamico dell'Afghanistan. L'ex presidente Mohammad Najibullah, protetto a Kabul dalle Nazioni Unite, viene torturato, castrato e giustiziato dalle forze armate talebane. |
| 1998 | agosto                                                                  | Guerra civile in Afghanistan (1996–2001): I talebani catturano Mazar-i Sharif, costringendo Abdul Rashid Dostum ad andare in esilio. |
| 1998 | 20 agosto                                                               | Operazione Infinite Reach: La marina militare degli Stati Uniti lancia dei missili da crociera su quattro campi di addestramento di militanti nell'Emirato islamico dell'Afghanistan. |

## XXI secolo
| Anno | Data         | Evento |
| ---- | ------------ | --- |
| 2001 | 9 settembre  | Il leader della resistenza Ahmad Shah Massoud viene ucciso in un attentato suicida da parte di due arabi travestiti da giornalisti francesi. |
| 2001 | 20 settembre | Dopo gli attacchi dell'11 settembre negli Stati Uniti, il presidente degli Stati Uniti George W. Bush chiede al governo talebano di consegnare il capo di Al Qaida Osama bin Laden e chiudere tutti i campi di addestramento terroristici nel paese. |
| 2001 | 21 settembre | I talebani respingono l'ultimatum di Bush per la mancanza di prove che collegano bin Laden agli attacchi dell'11 settembre. |
| 2001 | 7 ottobre    | Operazione Libertà Duratura: gli Stati Uniti e il Regno Unito iniziano una campagna di bombardamenti aerei contro Al Qaida e i talebani. |
| 2001 | 5 dicembre   | Il Consiglio di sicurezza delle Nazioni Unite autorizza la creazione della International Security Assitance Force (ISAF) per aiutare a mantenere la sicurezza in Afghanistan e assistere l'amministrazione Karzai.                                   |
| 2001 | 20 dicembre  | Conferenza internazionale sull'Afghanistan in Germania: Hamid Karzai viene sceltocome capo dell'amministrazione ad interim afgana . |
| 2002 | luglio       | 2002 loya jirga : Hamid Karzai nominato presidente dell'amministrazione di transizione afgana a Kabul, Afghanistan. |
| 2003 | 14 dicembre  | Loya jirga del 2003: una loya jirga di 502 persone viene incaricata di prendere in considerazione una nuova costituzione afgana . |
| 2004 | 9 ottobre    | Hamid Karzai viene eletto presidente della Repubblica islamica dell'Afghanistan dopo aver vinto le elezioni presidenziali afghane . |
| 2005 |              | Insurrezione talebana: inizia un'insurrezione dopo una decisione del Pakistan di stazionare circa 80.000 soldati vicino alla porosa linea di confine Durand con l'Afghanistan.                                                                       |
| 2006 | 1 marzo      | Bush e sua moglie visitano l'Afghanistan per inaugurare la rinnovata ambasciata degli Stati Uniti a Kabul. |
| 2007 | 13 maggio    | Schermaglie tra Afghanistan e Pakistan: iniziano le schermaglie con il Pakistan. |
| 2010 |              | Il presidente degli Stati Uniti Barack Obama invia altri 33.000 soldati statunitensi in Afghanistan, con un totale di truppe internazionali che raggiunge i 150.000.                                                                                 |
| 2011 |              | Dopo la morte di Osama bin Laden in Pakistan, molti funzionari afghani di alto profilo vengono assassinati, tra cui Mohammed Daud Daud, Ahmed Wali Karzai, Jan Mohammad Khan, Ghulam Haider Hamidi e Burhanuddin Rabbani .                           |
| 2011 |              | Viene creato l'Afghanistan National Front dal leader tagico Ahmad Zia Massoud, dal leader Hazara Mohammad Mohaqiq e dal leader uzbeko Abdul Rashid Dostum.                                                                                           |